# Styringomyia thetis
Styringomyia thetis är en tvåvingeart som beskrevs av Alexander 1949. Styringomyia thetis ingår i släktet Styringomyia och familjen småharkrankar. Inga underarter finns listade i Catalogue of Life.